# Carlos Gringa
Carlos Gringa (Montevideo, 18 agosto 1912 – Firenze, 27 ottobre 1984) è stato un calciatore uruguaiano naturalizzato italiano, di ruolo attaccante.

## Caratteristiche tecniche
Giocava come ala sinistra, aveva ottime capacità di cross e di tiro.

## Carriera
Iniziò la sua carriera in patria, nel Penarol, dove vinse tre campionati uruguaiani. Nel 1932 si trasferì alla Fiorentina dove rimase quattro stagioni, collezionando 98 presenze in cui realizzò 22 gol. Continuò la sua esperienza in Italia trasferendosi alla Lucchese disputando tre stagioni prima di tornare in Uruguay.